# هاوولاین
هاوولاین (انگلیسی: Havoline) شرکت روغن موتور آمریکایی است، که در سال ۱۹۰۴ تأسیس شد.